# Parlementsverkiezingen op Niue 2011
Op 7 mei 2011 vonden op Niue parlementsverkiezingen plaats. 
De inzet van de verkiezingen bestond uit alle twintig zetels in de assemblee, waarvan er zes in een nationale kieskring worden gekozen en 14 als vertegenwoordigers van de evenzoveel dorpen. In de aanloop naar de verkiezingen kondigde parlementsvoorzitter Atapani Siakimotu aan de politiek te verlaten. In Niue bestaan geen politieke partijen.

## Resultaten
Van de twintig parlementariërs werden er 16 herkozen; in de nationale kieskring werden drie volksvertegenwoordigers vervangen, hetzelfde geldt voor het parlementslid uit Makefu. Hieronder wordt een overzicht gegeven van de voorlopige resultaten.

### Nationale kieskring
In de nationale kieskring behaalde uittredend premier Toke Talagi de meeste stemmen. Hij verwacht aan te kunnen blijven aangezien minimaal negen parlementsleden uit de dorpen plus mogelijk alle vier de nieuwe vertegenwoordigers hem zouden steunen. 
Maihetoe Hekau en Esther Pavihi verloren hun zetel. O'Love Jacobsen nam niet deel omdat hij Hoge Vertegenwoordiger in Nieuw-Zeeland is. De nieuwe parlementsleden zijn Stan Kalauni, Crossley Tatui en Joan Tahafa Viliamu.

### Dorpen
In Makefu werden Charlie Tohovaka en ambterend parlementslid Tofua Puletama verslagen door Salilo Tongia. Het verschil met Puletama bedraagt slechts één stem, waardoor er in Makefu mogelijk een herverkiezing plaatsvindt.
In de overige 13 dorpen kon het zittende parlementslid aanblijven. Cursief weergegeven vertegenwoordigers waren de enige kandidaat in hun kieskring.
- Alofi North (Vaainga Tukuitonga)
- Alofi South (Dalton Tagelagi)
- Avatele (Billy Talagi)
- Hakupu (Young Vivian)
- Hikutavake (Opili Talafasi)
- Lakepa (Kupa Magatogia)
- Liku (Pokotoa Sipeli)
- Mutalau (Bill Vakaafi)
- Namukulu (Jack Willie Lipitoa)
- Tamakautoga (Peter Funaki)
- Toi (Dion Taufitu)
- Tuapa (Fisi Pihigia)
- Vaiea (Taliatitama Taliati)

Voormalig premier Young Vivian versloeg in zijn thuishaven Hakupu Malua en Michael Jackson.

### Premier- en parlementsvoorzittersverkiezing en regeringsvorming
Op 17 mei werd Toke Talagi door de parlementsleden herkozen als premier met 12 van de 20 stemmen. Eerder al was Ahohiva Levi verkozen tot parlementsvoorzitter. Talagi stelde zijn kabinet samen uit Kupa Magatogia, Pokotoa Sipeli en Joan Tahafa Viliamu. Viliamu was de eerste vrouwelijke minister ooit op Niue.

## Brand
Tijdens verkiezingsnacht is het huis van de zoon van Opili Talafasi, die in Hikutavake de verkiezing nipt won van uitdager Pamela Togiakona, uitgebrand. De politie heeft daarop twee mannen aangehouden op verdenking van postelectorale brandstichting. Een tiental dagen na de verkiezingen werden brokstukken van het huis op het vliegtuig richting Nieuw-Zeeland gezet voor onderzoek naar de aanwezigheid van brandversnellers. 

1990 · 1993 · 1996 · 1999 · 2002 · 2005 · 2008 · 2011 · 2014 · 2017 · 2020 · 2023